# نيكسن المصنفة
نيكسن المصنفة(Sorting nexin)
هي عبارة عن مجموعة كبيرة من البروتينات تتركز في السيتوبلازم ولديها القدرة على الارتباط بالغشاء الخلوي اما عن طريق الليبيدات أو الدهون المرتبطة بهذه البروتينات اوعن طريق تآثرات البروتين-بروتين ويكون ذلك مع المعقدات البروتينية المرتبطة بالغشاء الخلوي. وقد تبين أن بعض أنواع هذه العائلة من البروتينات يلعب دورا كبيرا في عملية تصنيف البروتين.